# Araripe
Araripe est une municipalité brésilienne de l'État du Ceará.